# Ločevci
Ločevci (cyr. Лочевци) – wieś w Serbii, w okręgu morawickim, w gminie Gornji Milanovac. W 2011 roku liczyła 76 mieszkańców.